# On est toujours trop bon avec les femmes
Pour plus de détails, voir Fiche technique et Distribution.
On est toujours trop bon avec les femmes est un film franco-italien réalisé par Michel Boisrond, sorti en 1971 et adapté du roman éponyme sorti en 1947 de l'écrivain Raymond Queneau.

## Synopsis
Durant l'attaque de la poste de Dublin en 1916, une employée prise en otage devient la victime consentante des insurgés assiégés par l'armée britannique.

## Fiche technique
- Titre : On est toujours trop bon avec les femmes
- Réalisation : Michel Boisrond
- Scénario : Raymond Queneau d'après son roman publié en 1947 sous le pseudonyme de Sally Mara
- Dialogues : Marcel Jullian
- Photographie : Alain Levent
- Son : Urbain Loiseau
- Décors : François de Lamothe
- Musique : Claude Bolling, interprètes : le groupe Trianglophone (Geoff, Francis, Willy, Brian) ; 2 titres : A little peace of mind (générique), A lot to do.
- Montage : Albert Jurgenson
- Sociétés de production : Intermondia Films - Marianne Productions
- Pays de production :  France et  Italie
- Genre : comédie dramatique
- Durée : 77 minutes
- Date de sortie : 9 juin 1971

## Distribution
- Élisabeth Wiener
- Jean-Pierre Marielle
- Gérard Lartigau
- Roger Carel
- Claude Brosset
- Dominique Maurin
- Paul Le Person
- Tanya Lopert
- Jacques Legras
- Roger Lumont
- Dominique Zardi
- Robert Dhéry